# Aedeomyia
Genre
Le genre Aedeomyia regroupe des moustiques  (Culicidae), de la sous-famille des Culicinae. Selon certaines classifications, il est le seul genre de la tribu des Aedeomyiini et est divisé en 2 sous-genres, Aedeomyia (5 espèces) et Lepiothauma (1 espèce) (Enderlein, 1923).
Ce genre ne comprend actuellement que sept espèces dans le monde, dont quatre en région afrotropicale, une en région australasienne, une en région néotropicale et une en région orientale et australasienne.

## Morphologie
Ce sont des moustiques de petite taille (2 à 4 mm) dont le corps, les pattes et les ailes sont recouverts de larges écailles blanches, noires ou brunes. 
Ils se reconnaissent au stade adulte par : 
- la présence d'une touffe d'écailles érigées au niveau de l'articulation du fémur et du tibia de la patte II.
- Les antennes plus courtes que le proboscis.
- Les soies préspiraculaires et postspiraculaires absentes.

Leurs larves se caractérisent aisément par une paire d'antennes élargies de grande taille (plus longue que la tête) et de nombreuses soies très marquées sur le corps.
Le peigne du segment VIII ne comporte qu'une simple rangée d'écailles sur une petite plaque et il n'existe pas de peigne sur le siphon.

## Biologie
Les larves d'Aedeomyia ont été capturées en association avec des plantes aquatiques telles que Pistia stratiotes, Nitella, Myriophyllum, Azolla, Potamogeton, Utricularia, Spirogyra et se rencontrent donc dans des points d'eau pourvus d'une abondante végétation ou en bordure de rivière ou de fleuve. Elles peuvent rester immergées sur une longue période ce qui laisse penser qu'elles sont capables de respiration cuticulaire en particulier grâce à leurs larges antennes aplaties.
Les adultes ne semblent pas piquer l'homme plus que les autres mammifères, les espèces du genre Aedeomyia étant avant tout ornithophiles.

## Liste des espèces mondiales
- Aedeomyia (Aedeomyia) madagascarica Brunhes, Boussès & Ramos 2011 (Madagascar).
- Aedeomyia (Aedeomyia) africana (Neveu-Lemaire, 1906) (région afrotropicale hors Madagascar)
- Aedeomyia (Aedeomyia) pauliani Grjebine, 1953 (Madagascar)(stade adulte inconnu)
- Aedeomyia (Aedeomyia) squamipennis (Lynch Arribalzaga, 1878) (région néotropicale)
- Aedeomyia (Aedeomyia) catasticta Knab, 1909 (région orientale et australasienne)
- Aedeomyia (Aedeomyia) venustipes (Skuse, 1889) (région australienne)
- Aedeomyia (Lepiothauma) furfurea (Enderlein, 1923) (région afrotropicale y compris Madagascar)